# Pterostichus chunghusorum
Pterostichus chunghusorum is een keversoort uit de familie loopkevers (Carabidae). De wetenschappelijke naam van de soort is voor het eerst geldig gepubliceerd in 1922 door Lutshnik.